# Kamienica przy ulicy Urzędniczej 51 w Krakowie
Kamienica przy ulicy Urzędniczej 51 – zabytkowa kamienica znajdująca się w Krakowie, w dzielnicy V przy ulicy Urzędniczej, na Krowodrzy.
Kamienica została wzniesiona w 1937 roku według projektu architekta Leona Liebermana.
Budynek znajduje się w gminnej ewidencji zabytków.